# 司馬儁
司馬儁（113年—197年），字元异，河內郡溫縣（今河南省溫縣）人，东汉大臣。祖父司馬鈞為漢安帝時征西將軍，父亲司馬量為豫章郡（今江西南昌）太守，亦是曹魏後期的權臣和西晉奠基人司馬懿的祖父。
司馬儁博学好古，倜傥大度。身高八尺三寸，腰带十围，仪态魁岸，与众不同，乡党宗族都依附他。司馬儁在擔任洛陽令期間，打擊豪強，洛陽人都稱呼他為卧虎。後為潁川郡（今河南禹州）太守。儿子司馬防。
西晉泰始二年（266年），後代司馬炎建立七廟，司馬儁位列其中，後晉元帝為追尊晉懷帝，將司馬儁廟位移除。後聽從溫嶠建議，复其位。